# Maya Tahan
Maya Tahan (* 9. Januar 1999) ist eine ehemalige israelische Tennisspielerin.

## Karriere
Tahan spielt hauptsächlich Turniere auf der ITF Women’s World Tennis Tour, bei der sie bislang zwei Titel im Einzel und elf im Doppel gewinnen konnte.
2017 spielte sie erstmals für die Israelische Fed-Cup-Mannschaft;  ihre Fed-Cup-Bilanz weist bislang 2 Siege bei 6 Niederlagen aus.

## Turniersiege

### Einzel
| Nr. | Datum            | Turnier        | Kategorie   | Belag     | Finalgegnerin  | Ergebnis  |
| --- | ---------------- | -------------- | ----------- | --------- | -------------- | --------- |
| 1.  | 23. Juni 2018    | Kirjat Schmona | ITF $15.000 | Hartplatz | Nicole Nadel   | 7:63, 7:5 |
| 2.  | 13. Oktober 2018 | Aschkelon      | ITF $15.000 | Hartplatz | Anna Pribylowa | 6:4, 6:3  |

### Doppel
| Nr. | Datum             | Turnier         | Kategorie   | Belag     | Partnerin         | Finalgegnerinnen                           | Ergebnis          |
| --- | ----------------- | --------------- | ----------- | --------- | ----------------- | ------------------------------------------ | ----------------- |
| 1.  | 8. Oktober 2016   | Ramat haScharon | ITF $10.000 | Hartplatz | Shelly Krolitzky  | Linnéa Malmqvist Anastasiya Shleptsova     | 6:4, 4:6, [10:8]  |
| 2.  | 24. Juni 2017     | Herzlia         | ITF $15.000 | Hartplatz | Shelly Krolitzky  | Sofia Dmitrijewa Linnéa Malmqvist          | 2:6, 6:0, [12:10] |
| 3.  | 4. Mai 2018       | Akkon           | ITF $15.000 | Hartplatz | Madeleine Kobelt  | Madison Bourguignon Aimee Tarun            | 6:1, 6:3          |
| 4.  | 6. Oktober 2018   | Herzlia         | ITF $15.000 | Hartplatz | Madeleine Kobelt  | Anastasia Reimchen Aimee Tarun             | 6:4, 6:3          |
| 5.  | 3. November 2018  | Iraklio         | ITF $15.000 | Sand      | Oana Gavrilă      | Ania Hertel Xenia Knoll                    | 6:3, 1:6, [10:3]  |
| 6.  | 24. November 2018 | Stellenbosch    | ITF $15.000 | Hartplatz | Eva Vedder        | Stephanie Kent Anastasia Shaulskaya        | 6:3, 6:0          |
| 7.  | 1. Dezember 2018  | Stellenbosch    | ITF $15.000 | Hartplatz | Eva Vedder        | Jekaterina Makarowa Sari Stegmann          | 6:0, 6:4          |
| 8.  | 14. April 2019    | Cancún          | ITF $15.000 | Hartplatz | Natsumi Kawaguchi | Emily Appleton María José Portillo Ramírez | 6:1, 6:2          |
| 9.  | 12. Mai 2019      | Iraklio         | ITF $15.000 | Sand      | Draginja Vuković  | Schibek Qulambajewa Vanda Lukács           | kampflos          |
| 10. | 31. August 2019   | Kirjat Schmona  | ITF $25.000 | Hartplatz | Shavit Kimchi     | Victoria Muntean Natalia Siedliska         | 4:6, 6:4, [12:10] |
| 11. | 17. November 2019 | Cancún          | ITF $15.000 | Hartplatz | Eva Vedder        | Allura Zamarripa Maribella Zamarripa       | 6:4, 4:6, [10:2]  |